# Non justiciable
Pour plus de détails, voir Fiche technique et Distribution.
Non justiciable (Неподсуден, Nepodsuden) est un film soviétique réalisé par Vladimir Krasnopolski et Valeri Ouskov, sorti en 1969,. C'est l'adaptation de la nouvelle de Lev Youchtchenko Commandant.

## Fiche technique
- Titre français : Non justiciable[3]
- Titre original : Неподсуден, Nepodsuden
- Réalisation : Vladimir Krasnopolski, Valeri Ouskov
- Scénario : Konstantin Issaïev, Lev Youchtchenko
- Photographie : Piotr Emelianov
- Musique : Leonid Afanassiev
- Décors : Nikolaï Markine, Tamara Kasparova
- Montage : Valentina Korovkina
- Son : Olga Burkova
- Production : Mosfilm
- Pays : URSS
- Sortie : 25 août 1969

## Distribution
- Oleg Strijenov : Sergueï Egorov, aviateur
- Lioudmila Maksakova : Nadia, la femme de Sorokine, l'ex-petite amie de Egorov, juge
- Leonid Kouravliov : Sorokine, opérateur radio, mari de Nadia
- Olga Sochnikova : Olia, le femme de Egorov
- Svetlana Svetlitchnaïa : Vika, hôtesse
- Piotr Glebov : Piotr Samoïlov, général dans l'aviation
- Sergueï Nikonenko : Innokenti, second pilote
- Vladimir Goussev : Tsyganok, commandant de bord
- Alexeï Smirnov : passager ivre
- Volodia Kouznetsov : Sergueï, fils de Nadia et Egorov, beau-fils de Sorokine (voix Nikolaï Bourliaïev)
- Kolia Lirov : Sergueï enfant